# Sancho VI Mądry
Sancho VI Mądry (hiszp. el Sabio, ur. ok. 1133, zm. 27 czerwca 1194) – król Nawarry w latach 1150–1194.
Był synem Garcii Ramireza i jego pierwszej żony – Małgorzaty de l'Aigle oraz pierwszym władcą tytułującym się królem Nawarry. Okres jego rządów charakteryzują ciągłe wojny z Katalończykami i Aragonią. W czasie swego panowania nadał przywilej fuero wielu miastom, m.in. Vitorii i San Sebastian. Zmarł w Pampelunie.
W 1157 poślubił Sanchę Kastylijską, córkę Alfonsa VII Imperatora. Z tego związku urodziło się czworo dzieci:
- Sancho VII Mocny, król Nawarry,
- Ramiro, biskup Pampeluny,
- Berengaria, żona króla Anglii – Ryszarda Lwie Serce,
- Blanka, żona hrabiego Szampanii – Tybalda III, późniejsza regentka Szampanii, a potem także Nawarry.